# Phenazin
Phenazin ist eine polycyclische aromatische chemische Verbindung mit zwei Stickstoffatomen im mittleren der drei Ringe. Diese Struktur liegt auch im Pyrazin als Einzelring vor. Phenazin ist ein gelber Feststoff und ist Ausgangsstoff für viele abgeleitete Verbindungen, die als Farbstoffe (z. B. Neutralrot, Safranine, Eurhodin, Indulin, Pyocyanin, Mauveine) dienen.

## Vorkommen
Einige Phenazinderivate besitzen eine antibiotische Wirkung und werden deshalb von vielen Bakterien (z. B. Pseudomonas aeruginosa, Streptomyces, Pantoea agglomerans) synthetisiert und zur Verteidigung ihres Lebensraums in die Umgebung abgegeben. Die Biosynthese der beiden sechsgliedrigen Kohlenstoffringe der Phenazine erfolgt auf dem Shikimisäureweg der Aromatenbiosynthese über Chorisminsäure. Fast 100 solcher in der Natur vorkommenden Verbindungen sind inzwischen identifiziert.

## Gewinnung und Darstellung
Eine klassische Methode zur Synthese von Phenazin ist die Reaktion von Nitrobenzol und Anilin bei der Wohl-Aue-Reaktion (1901). Es sind aber noch weitere Methoden bekannt:
- Oxidation von Dihydrophenazin, welches durch Erhitzung von Brenzcatechin mit o-Phenylendiamin gewonnen werden kann.[10]
- Cyclisierung von o-Aminodiphenylamin mit Salzsäure und Eisen(III)-chlorid.[11]

## Eigenschaften
Phenazin tritt in zwei polymorphen Kristallformen auf. Die α–Form schmilzt bei 174 °C mit einer Schmelzenthalpie von 23,5 kJ·mol−1, die β–Form bei 175 °C mit einer Schmelzenthalpie von 23,6 kJ·mol−1.

## Verwendung
Phenazin ist Ausgangsstoff für viele Farbstoffe (auch als Azin-Farbstoffe bezeichnet) wie Neutralrot, Safranine und Mauveine, wobei der Ring mit den beiden Stickstoffatomen als Chromophor auftritt. Phenazin-Farbstoffe enthalten im Allgemeinen die Struktur von Phenazin als Grundgerüst für diese Farbstoffklasse. Der Phenazinring und Phenazinderivate sind wichtige Ausgangsstoffe für die industrielle Herstellung von Pestiziden, Riechstoffen und Arzneistoffen. Phenazin ist weiterhin ein Komplexbildner.